# Amtsgericht Schenefeld
Das Amtsgericht Schenefeld war ein preußisches Amtsgericht mit Sitz in Schenefeld.

## Geschichte
Mit der Annexion Schleswig-Holsteins wurden 1867 in der nunmehr preußischen Provinz fünf Kreisgerichte und das übergeordnete Appellationsgericht Kiel eingerichtet. Als Eingangsgerichte wurden Amtsgerichte geschaffen, darunter das Amtsgericht Schenefeld als eines von 17 Amtsgerichten des Kreisgerichts Itzehoe. Den Gerichtssprengel bildete den nach Wacken und nach Schenefeld eingepfarrten Teil des Amtskirchspiels Schenefeld (mit Ausnahme von Kaisborstel und Pöschendorf), der Krummendieker Anteil von Nutteln und das Kanzleigut Hanerau. Mit dem Inkrafttreten des deutschen Gerichtsverfassungsgesetzes am 1. Oktober 1879 wurden reichsweit einheitlich Amts-, Land- und Oberlandesgerichte geschaffen. Das Amtsgericht Schenefeld blieb bestehe und war nun dem Landgericht Kiel nachgeordnet. Sein Gerichtsbezirk umfasste nun aus dem Kreis Rendsburg die Gemeindebezirke Aasbüttel, Agethorst, Beldorf, Bendorf, Besdorf, Bokelrehm, Bokhorst, Gokels, Gribbohm, Großenbornholt, Hademarschen, Hanerau, Holstenniendorf, Liesbüttel, Lütjenbornholt, Nienbüttel, Nutteln, Oersdorf, Ohrsee, Oldenborstel, Oldenbüttel, Pemeln, Puls, Schenefeld, Seefeld, Siezbüttel, Steenfeld, Thaden, Vaale, Vaalermoor, Wacken und Warringholz sowie die Gutsbezirke Hanerau und Schenefeld (Forstgutsbezirk)
. Am Gericht bestand 1880 eine Richterstelle. Das Amtsgericht war damit ein kleines Amtsgericht im Landgerichtsbezirk. Gerichtstage wurden in Hanerau gehalten.
Im Jahre 1970 wurde das Amtsgericht Schenefeld aufgehoben. Seit der Kreisreform in Schleswig-Holstein von 1970 bis 1973 gehören die Gemeindebezirke des damals neu entstandenen Kreises Rendsburg-Eckernförde zum Amtsgericht Rendsburg und die des neu zugeschnittenen Kreises Steinburg zum Amtsgericht Itzehoe.